# 魏質
魏质（？—528年），字怀素，北魏巨鹿下曲阳（今河北省晋州市西）人。魏偃之子。
魏质年幼时有立志，十四岁时，请求母亲跟随徐遵明受业，母亲以其年幼，不许。魏质于是秘密带着一个奴婢，远赴徐遵明处受学，留书一封，放置在所卧床上。家族内外见到后，相视悲叹。五六年中，便通诸经大义。自学言归，教授生徒很多，都一起吃饭，情若兄弟。葛荣起事，避居赵国飞龙山，为乱兵所害。士友伤悼哀惜。兴和二年，侍中李俊、秘书监常景等三十二人向尚书申请为他赠谥。事下太常，博士考行，谥号贞烈先生。